# Pont de Witry
Le pont de Witry est un pont routier qui relie Reims à Witry-lès-Reims au-dessus de la ligne de Reims à Châlons-en-Champagne dans le département de la Marne, en France.

## Histoire
Le premier pont de Witry a été construit en 1935.
En mars 2018, compte tenu de l'état de l'ouvrage en béton, la préfecture de la Marne en interdit l'accès aux véhicules de plus de 19 tonnes.

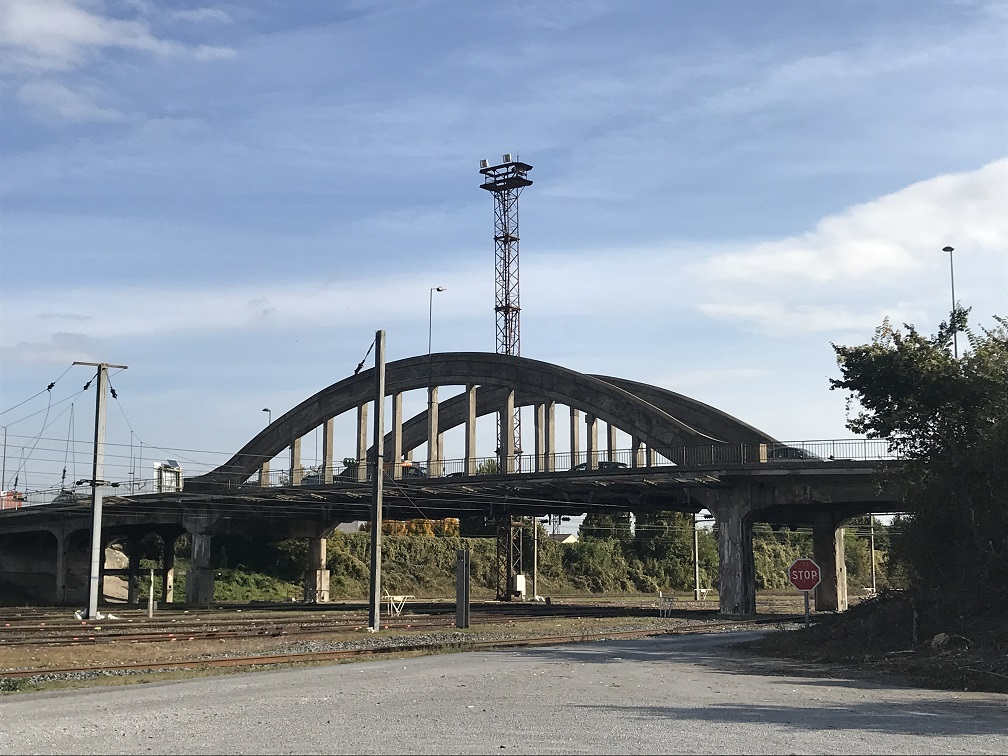
L'ancien pont de Witry.

Le 4 octobre 2018, une convention est signée entre Le Grand Reims et l'État pour rétrocéder la section de voie de la route nationale 51, y compris la partie incluant le pont de Witry. Le transfert s'accompagne d'une soulte pour participer au frais de remise en état du pont de Witry.
Le 19 mars 2022 à 12 h, le pont est détruit par foudroyage. La mise en place du nouveau pont est réalisée par ripage en une seule pièce le samedi 29 octobre 2022.

## Caractéristiques de l'ancien pont de Witry

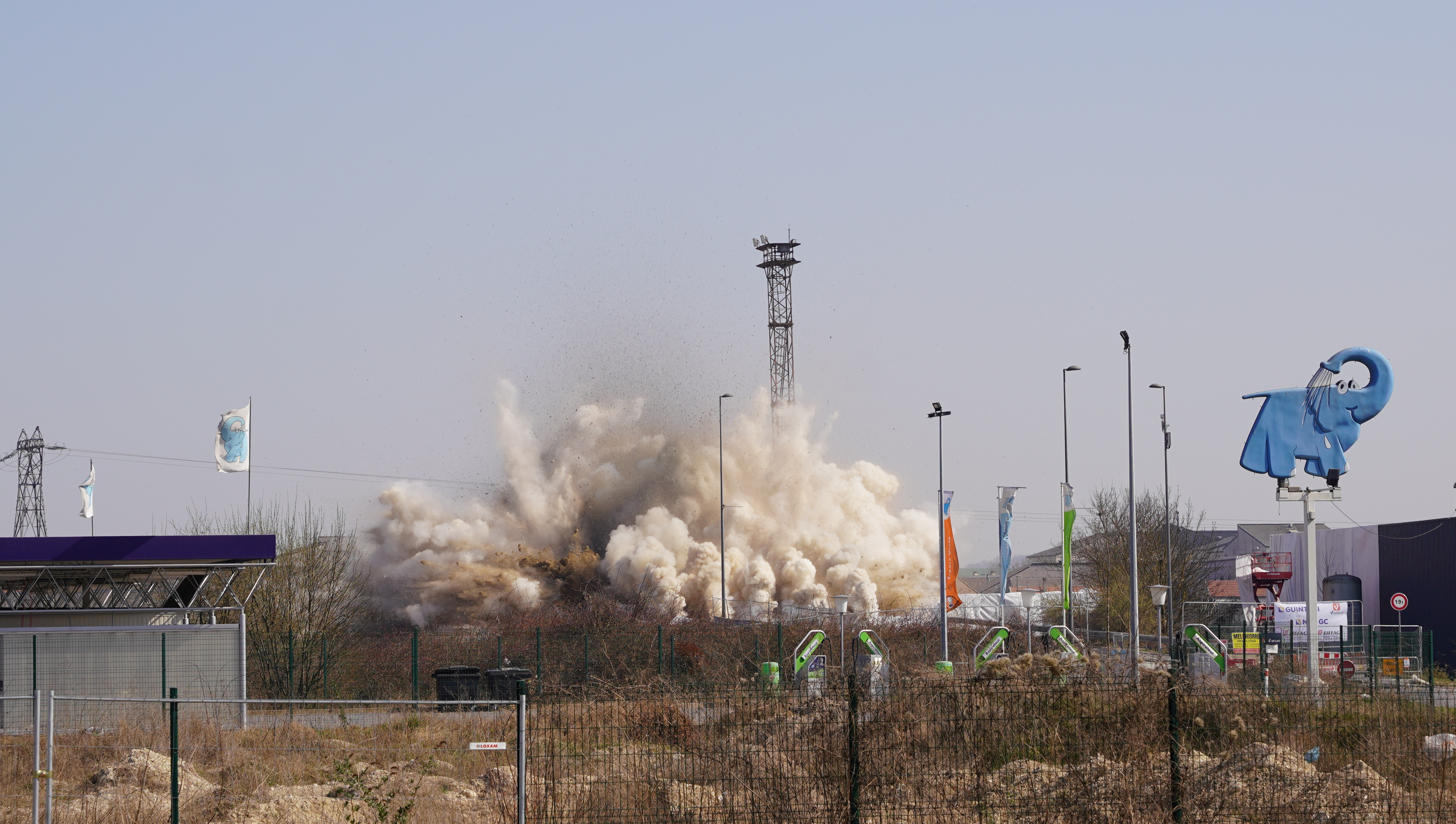
destruction du pont de Witry par foudroyage le 19 mars 2022.

L’ancien pont de Witry était un pont en béton armé datant de 1935.
Il était catégorisé Pont bow-string. 
Il avait une longueur totale hors tout d'environ 85 m, une portée la plus longue de 37 m (longueur entre deux piles d’appui), une largeur chaussée de 9 m et une largeur de trottoirs de 2 x 2,50 m.
Il franchissait dix voies ferrées dont neuf sont électrifiées.

## Caractéristiques du nouveau pont de Witry
Le nouveau pont de Witry présente des pistes cyclables, deux voies dans le sens entrant vers le centre-ville. Globalement, il ressemblera au pont de Bétheny reconstruit ces dernières années.
La nouvelle structure pèse 1100 tonnes, mesure 25 mètres de large, 68 mètres de long et 12 mètres de hauteur.